# Robert Austin Boudreau
Robert Austin Boudreau (Bellingham (Massachusetts), 25 april 1927 – Mars (Pennsylvania), 4 juli 2024) was een Amerikaans dirigent, muziekpedagoog en hoornist. 

## Levensloop
Boudreau groeide op als zoon van een medewerker in een bedrijf van een kippenboerderij. In jonge jaren leerde hij de trompet te bespelen. Hij studeerde vanaf 1944 Engelse literatuur aan de Boston Universiteit in Boston. Vervolgens studeerde hij muziek aan de Juilliard School of Music in New York en behaalde aldaar zijn Bachelor of Music en zijn Master of Music. Verder studeerde hij aan de Columbia-universiteit in New York en kon vervolgens met een studiebeurs van de Fulbright Foundation vanaf 1954 aan het Conservatoire national supérieur de musique in Parijs zijn studies voltooien. 
In de eerste jaren van zijn muzikale carrière was hij lid van het Metropolitan Opera Orchestra en de Edwin Franko Goldman Band. 
Van 1955 tot 1958 doceerde hij aan de Duquesne Universiteit in Pittsburgh en wisselde 1958 aan de Universiteit van Pittsburgh in Pittsburgh. 
Voor de muziekuitgeverij Peters in New York is hij editor en uitgever van belangrijke werken van blaasmuziek. Hij zelf richtte bewerkingen van klassieke werken voor blazers en blazersensembles in, zoals Music for the Royal Fireworks van Georg Friedrich Händel, Canzona noni toni a 12 van Giovanni Gabrieli voor 3 koperensembles, het Divertimento nr. 1 van Joseph Haydn voor 2 hobo's, 2 hoorns, 3 fagotten, contrafagot (of contrabas). 

### American Wind Symphony Orchestra
De stad Pittsburgh is onder andere daardoor gekenmerkt dat de rivieren de Allegheny en de Monongahela in Pittsburgh samenkomen en zo hier de rivier de Ohio vormen. Dit verschijnsel inspireerde Boudreau tot de droom van een symfonisch blaasorkest op een vlot of schip dat vrije concerten geeft in steden, die aan een bepaald rivier of kust liggen. Met steun van de in Pittsburgh gesitueerde H.J. Heinz Company, de Duquesne Universiteit en anderen richtte Boudreau in 1957 het American Wind Symphony Orchestra op en doopte zijn speciaal doortoe verbouwde schip Point Counterpoint. Tijdens de volgende twee decades groeide de reputatie van Boudreau en zijn harmonieorkest zo geweldig, dat een nieuw schip nodig werd. De bekende architect Louis I. Kahn ontwierp het nieuwe schip, dat in 1976 Point Counterpoint II gedoopt werd. Dit tweede schip heeft sindsdien meer dan 500.000 mijl gevaren en het orkest verzorgde erop concerten in de Verenigde Staten, Canada, Europa en in de Caraïbische eilanden. Hij concerteerde ook verschillende malen in Nederland. 
Meer dan 1500 jonge musici solideerden voor het orkest. Boudreau gaf meer dan 400 werken bij eigentijdse prominente componisten wereldwijd in opdracht. In 1989 kreeg hij de toestemming om in het toenmalige Leningrad concerten met zijn orkest te geven. 

### Onderscheidingen
Boudreau werd geridderd door koning Karel XVI Gustaaf van Zweden voor zijn wereldwijde "goodwill" inzet.